# Съюз на глухите в България
Съюзът на глухите в България (СГБ) е създаден на 12 юли 1934 г. с цел обединяване на всички лишени от слух хора и защитата им за правото на работа и достоен живот.
СГБ е член на Световната федерация на глухите (СФГ), Европейския съюз на глухите (ЕСГ), Международния комитет за тих шах, Европейския съюз на глухите младежи (ЕСГМ) и на Балканската асоциация на глухите.
Към 2015 г. в СГБ членуват над 6500 души с увреден слух.

## Организация
Организационната дейност на СГБ се осъществява в 54 дневни центрове, 42 териториални и 12 районни организации на глухите (в София, Пловдив, Варна, Бургас, Плевен, Хасково, Ямбол, Дупница, Русе, Стара Загора, Горна Оряховица и Шумен) за комуникация и социална интеграция. Развива културна, туристическа, производствено-стопанска и спортна дейност.
Председатели:
- 1965 – 2014 – Васил Панев. Роден на 1 юли 1933 г. в Перник. Губи слуха си в ранна детска възраст след тежко боледуване от менингит. Основното си образование получава в специализираното училище за деца с увреден слух в София, а средното – в обикновено училище. През периода 1953 – 1954 г. е председател на софийската организация на глухите. От 5 декември 1955 г. е зам.-председател на Съюза на глухите в България (СГБ), от 11 юни 1965 до днес е начело на организацията. През 1971 г. е избран за вицепрезидент на Световната федерация на глухите, като остава на поста 24 години. Неин почетен член. Семеен е.[2]
- 2014-настоящ – Николай Нинов.

## Цели
Устава на СГБ Архив на оригинала от 2015-07-08 в Wayback Machine. формулира цели и задачи, които са подчинени на насърчаване, подпомагане и съдействие на гражданите с увреден слух в страната с цел интегрирането им в обществото.

## Социална дейност
- СГБ финансира единствения в България Център за ранна рехабилитация на деца с увреден слух[3] до тригодишна възраст. В София кабинетът функционира като база за подготовка на сурдопедагози от Софийски университет „Св. Климент Охридски“. Другите центрове са в градовете Варна, Плевен, Стара Загора и Хасково.
- Българската национална телевизия всеки петък излъчва емисии на Специализираното предаване за хора с увреден слух [4], а също и новинарски емисии с жестов превод.
- „Националния методически и консултативен център по проблемите на жестовия език“ към СГБ работи по обогатяването, развитието и уеднаквяването на българския жестомимичен език. Към Съюза на глухите в България има създаден и Център за професионално обучение, притежаващ лиценз, който извършва професионално обучение включващо курсове за преводачи на жестомимичен език.
- От 1957 г. СГБ развива собствена стопанска дейност в 13 търговски дружества „Тих труд“ ЕООД, в които около 500 души с увреден слух намират своята трудова реализация[5]. Дружеството „Тишина 14“ осъществява туристически и социално-културни дейности и услуги.
- Подпомага финансово социално слабите членове.
- Работи по проекти за хуманитарно подпомагане в различни региони на страната.
- Оказва помощ на всички хора с увреден слух в местните служби за социално подпомагане, бюрата по труда и др. Съдейства при оформянето на документи за пенсии, ТЕЛК, социална оценка и др.
- СГБ разполага с видео център, който осъществява заснемане и професионално обработване на всички важни национални съюзни прояви. Съхранява филмов архив.
- От 2004 г. разполага със собствен сайт в интернет[6], а от 2014 г. и със страница в социалната мрежа Фейсбук.

### Печатни издания
През над 70-годишната си активна дейност СГБ организира и развива българския жестомимичен език. Плод на тази активна дейност през годините са:
- Ежемесечен вестник „Тишина“[8].
- Периодично провеждане на курсове за подготовка на жестомимични преводачи (тълковници), в помощ на следствените и съдебните власти като вещи лица, както и в помощ на просветната и културно-масовата работа, провеждана със съюзните членове.
- „Речник на българския жестомимичен език“:
  - I издание (1960 г.) със 700 думи и жестове;
  - II издание (1996 г.) („Български жестомимичен речник“), с 3000 думи и жестове, изготвен от Спаска Джангозова, Миряна Мошева и Любомир Стайков (издаден на видеокасети през 1992 г.);
  - III издание (2009 г.) с 5000 думи;

## Ежегодни дейности
Всяка година СГБ организира и провежда:
- Национални семинари с ръководствата на районните организации, представителите на клубовете по интереси и представители на Младежката организация на Съюза на глухите в България (МОСГБ).
- Национален пролетен бал с конкурс за мис и мистър „Тишина“[9], които представляват България и СГБ в конкурсите мис „Свят Тишина“ и мис „Европа Тишина“.
- Национален туристически и палатков събор със спортно състезание по риболов, които се редуват през година.
- Вътрешно първенство по шахмат за глухи, като класиралите се на първите места шахматисти се състезават в националното първенство по шахмат. СГБ има трима световни шампиони по шахмат за глухи (измежду които Нешо Мустакерски и Веселин Георгиев), като двама от тях са трикратни носители на титлата. През 2014 г. за първи път в шахматната история на СГБ националният отбор спечели титлата олимпийски шампион по шахмат за глухи[10].

На всеки две години СГБ организира и провежда:
- Национален фестивал на любителските колективи, дело на районните организации на СГБ. Събитието е в областта на културната дейност, спорта и туризма.

## Училища в България
Днес има три училища в България специализирани с обучението на деца и ученици с увреден слух:
1. Средно специално училище „Проф. д-р Дечо Денев“, София
2. Средно специално училище „Проф. д-р Стоян Белинов“, Пловдив
3. СОУ за деца с увреден слух „Свети Иван Рилски“, Търговище